# Backanterna
Backanterna és un telefilm suec dirigit per Ingmar Bergman, emès el 1993.

## Argument
La pel·lícula està basada en la tragèdia d'Eurípides, Les Bacants.

## Repartiment
- Sylvia Lindenstrand: Dionysos
- Laila Andersson-Palme: Teiresias
- Sten Wahlund: Kadmos
- Peter Mattei: Pentheus
- Anita Soldh: Agaue
- Berit Lindholm: Alfa
- Paula Hoffman: Beta
- Camilla Staern: Gamma